# Стодолищенский район
Стодолищенский район — административно-территориальная единица в составе Западной и Смоленской областей РСФСР, существовавшая в 1929—1961 годах.
Стодолищенский район был образован в составе Рославльского округа Западной области в 1929 году. Центром района было село Стодолище. Район был образован из территорий, прежде входивших в Рославльский и Ельнинский уезды Смоленской губернии.
В 1930 году Рославльский округ был упразднён, и Стодолищенский район перешёл в прямое подчинение Западной области.
В 1937 году Стодолищенский район вошёл в состав Смоленской области.
В 1961 году Стодолищенский район был упразднён, а его территория разделена между Починковским и Рославльским районами.